# 질서 너머

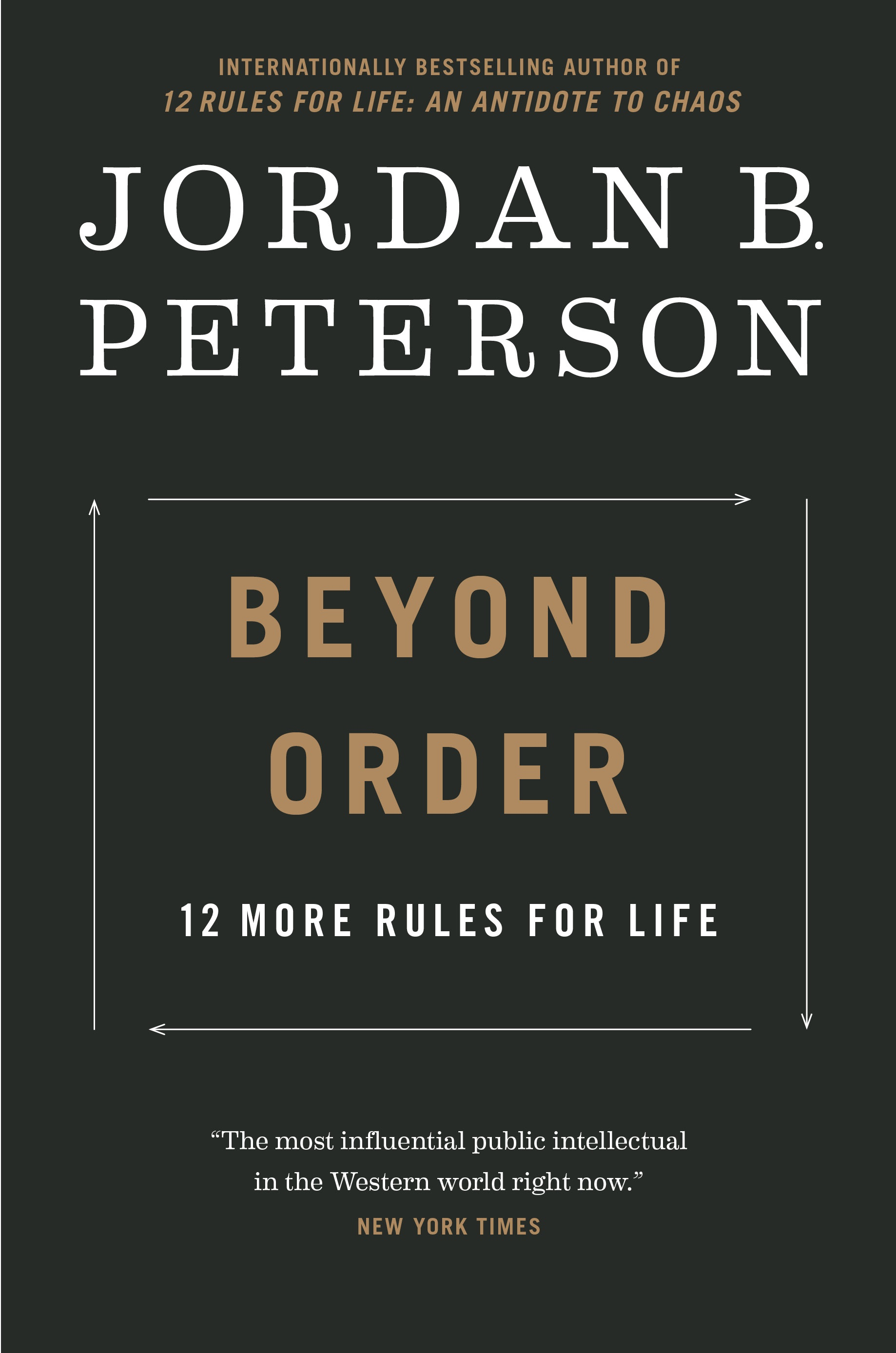

《질서 너머》는 캐나다 임상 심리학자, 심리학 교수 조던 피터슨의 작품으로, 12가지 인생의 법칙의 속편이다. 2021년 3월 2일에 출시되었다.
12가지 인생의 법칙을 쓸 때 원래 관심이 있었던 것은 쿼라에 게시된 질문에 답하는 것이었다. 그러한 질문 중 하나는 "모든 사람이 알아야 할 가장 가치 있는 것은 무엇입니까?"이고 그의 대답은 42가지 규칙으로 구성되었다.
본질적으로 심리학적인 의도로 두 책의 규칙은 피터슨의 임상 경험의 특정 에피소드를 사용하여 설명된다. 더욱이 피터슨은 이러한 규칙이 개인의 발전을 돕기 위해 명시적으로 공식화되었지만 개인을 통합하는 사회 조직 수준"에서도 유용할 수 있다고 말했다.